# Independent Spirit Awards 2008
La cerimonia di premiazione della 23ª edizione degli Independent Spirit Awards si è tenuta il 23 febbraio 2008 sulla spiaggia di Santa Monica, California ed è stata presentata da Rainn Wilson.

## Vincitori e candidati
I vincitori sono indicati in grassetto, a seguire gli altri candidati.

### Miglior film
- Juno, regia di Jason Reitman
- Io non sono qui (I'm Not There), regia di Todd Haynes
- A Mighty Heart - Un cuore grande (A Mighty Heart), regia di Michael Winterbottom
- Paranoid Park, regia di Gus Van Sant
- Lo scafandro e la farfalla (Le scaphandre et le papillon), regia di Julian Schnabel

### Miglior attore protagonista
- Philip Seymour Hoffman - La famiglia Savage (The Savages)
- Pedro Castaneda - August Evening
- Tony Leung Chiu Wai - Lussuria - Seduzione e tradimento (Se, jie)
- Frank Langella - Starting Out in the Evening
- Don Cheadle - Parla con me

### Miglior attrice protagonista
- Ellen Page - Juno
- Parker Posey - Broken English
- Sienna Miller - Interview
- Angelina Jolie - A Mighty Heart - Un cuore grande (A Mighty Heart)
- Tang Wei - Lussuria - Seduzione e tradimento (Se, jie)

### Miglior regista
- Julian Schnabel - Lo scafandro e la farfalla (Le scaphandre et le papillon)
- Todd Haynes - Io non sono qui (I'm Not There)
- Jason Reitman - Juno
- Gus Van Sant - Paranoid Park
- Tamara Jenkins - La famiglia Savage (The Savages)

### Miglior fotografia
- Janusz Kamiński - Lo scafandro e la farfalla (Le scaphandre et le papillon)
- W. Mott Hupfel III - La famiglia Savage (The Savages)
- Rodrigo Prieto - Lussuria - Seduzione e tradimento (Se, jie)
- Milton Kam - Vanaja
- Mihai Malaimare Jr. - Un'altra giovinezza (Youth Without Youth)

### Miglior sceneggiatura
- Tamara Jenkins - La famiglia Savage (The Savages)
- Ronald Harwood - Lo scafandro e la farfalla (Le scaphandre et le papillon)
- Fred Parnes e Andrew Wagner - Starting Out in the Evening
- Adrienne Shelly - Waitress - Ricette d'amore (Waitress)
- Mike White - Year of the Dog

### Miglior attore non protagonista
- Chiwetel Ejiofor - Parla con me
- Kene Holliday - Great World of Sound
- Marcus Carl Franklin - Io non sono qui (I'm Not There)
- Irfan Khan - Il destino nel nome - The Namesake (The Namesake)
- Steve Zahn - L'alba della libertà (Rescue Dawn)

### Miglior attrice non protagonista
- Cate Blanchett - Io non sono qui (I'm Not There)
- Marisa Tomei - Onora il padre e la madre (Before the Devil Knows You're Dead)
- Tamara Podemski - Four Sheets to the Wind
- Jennifer Jason Leigh - Il matrimonio di mia sorella (Margot at the Wedding)
- Anna Kendrick - Rocket Science

### Miglior film d'esordio
- Sguardo nel vuoto (The Lookout), regia di Scott Frank
- 2 giorni a Parigi (2 Days in Paris), regia di Julie Delpy
- Great World of Sound, regia di Craig Zobel
- Rocket Science, regia di Jeffrey Blitz
- Vanaja, regia di Rajnesh Domalpalli

### Miglior sceneggiatura d'esordio
- Diablo Cody - Juno
- Kelly Masterson - Onora il padre e la madre (Before the Devil Knows You're Dead)
- Zoe R. Cassavetes - Broken English
- John Orloff - A Mighty Heart - Un cuore grande (A Mighty Heart)
- Jeffrey Blitz - Rocket Science

### Miglior documentario
- Crazy Love, regia di Dan Klores
- Lake of Fire, regia di Tony Kaye
- Manufactured Landscapes, regia di Jennifer Baichwal
- The Monastery: Mr. Vig and the Nun, regia di Pernille Rose Grønkjær
- The Prisoner or: How I Planned to Kill Tony Blair, regia di Petra Epperlein e Michael Tucker

### Miglior film straniero
- Once, regia di John Carney
- 4 mesi, 3 settimane e 2 giorni (4 luni, 3 saptamani si 2 zile), regia di Cristian Mungiu
- La banda (Bikur Ha-Tizmoret), regia di Eran Kolirin
- Lady Chatterley, regia di Pascale Ferran
- Persepolis, regia di Vincent Paronnaud e Marjane Satrapi

### Premio John Cassavetes
- August Evening, regia di Chris Eska
- Owl and the Sparrow, regia di Stephane Gauger
- The Pool, regia di Chris Smith
- Quiet City, regia di Aaron Katz
- Shotgun Stories, regia di Jeff Nichols

### Premio Robert Altman
- Io non sono qui (I'm Not There), regia di Todd Haynes

### Truer Than Fiction Award
- Laura Dunn - The Unforeseen
- Gary Hustwit - Helvetica
- John Maringouin - Running Stumbled

### Producers Award
- Neil Kopp - Paranoid Park e Old Joy
- Alexis Ferris - Cthulhu e Police Beat
- Anne Clements - Ping Pong Playa e Non è peccato - La Quinceañera (Quinceañera)

### Someone to Watch Award
- Ramin Bahrani - Chop Shop
- Ronald Bronstein - Frownland
- Lee Isaac Chung - Munyurangabo